# Žákovice
Žákovice (en allemand : Schakowitz) est une commune du district de Přerov, dans la région d'Olomouc, en République tchèque. Sa population s'élevait à 238 habitants en 2020.

## Géographie
Žákovice se trouve à 6 km au nord-nord-ouest du centre de Bystřice pod Hostýnem, à 15 km à l'est de Přerov, à 33 km à l'est-sud-est d'Olomouc et à 243 km à l'est-sud-est de Prague.
La commune est limitée par Soběchleby et Dolní Nětčice au nord, par Horní Nětčice au nord-est, par Vítonice à l'est et au sud-est, par Blazice au sud-ouest, et par Radkova Lhota et Oprostovice à l'ouest.

## Histoire
La première mention écrite de la localité date de 1376.

## Transports
Par la route, Žákovice se trouve à 8 km de Bystřice pod Hostýnem, à 20 km de Přerov, à 42 km d'Olomouc et à 305 km de Prague.